# リオネル・ナレ
リオネル・ナレ（Lionel Nallet、1976年9月14日-）はフランス、ブール＝カン＝ブレス（アン県）出身のラグビー選手。ロックとして、フランス代表とカストル・オランピックでプレーしている。

## キャリア

### クラブ
- -1998　USブレッサンヌ（US Bressane）
- 1998-2003　CSブルゴワン＝ジャイユー（CS Bourgoin-Jallieu）
- 2003-2009　カストル・オランピック（Castres Olympique）
- 2009-　ラシン・メトロ92

### フランス代表
2000年5月28日のルーマニア戦で初キャップ。ラファエル・イバネスの引退を受けて、監督マルク・リエーヴルモンに代表キャプテンとして指名された。

## タイトル

### フランス代表
- 31セレクション。
- 5トライ、25得点。
- 年ごとのセレクション：1(2000)、6(2001)、1(2003)、4(2005)、9(2006)、10(2007)。
- シックスネーションズ：2001、2006、2007。
  - 優勝：2006、2007。

### ワールドカップ
- 2007年：4セレクション（ナミビア、アイルランド、グルジア、アルゼンチン）。